# Itaperuna
Itaperuna (tupi: itaperuna, «caminho da pedra preta»)? é um município da Microrregião de Itaperuna, na Mesorregião do Noroeste Fluminense, no estado do Rio de Janeiro, no Brasil. Dista 320 quilômetros da capital do estado, a cidade do Rio de Janeiro, contudo a 20 km da divisa com o estado de Minas Gerais e 30 km do estado do Espírito Santo. Ocupa uma área de 1.106,694 quilômetros quadrados. Sua população, em 2024, segundo o Instituto Brasileiro de Geografia e Estatística era de 108.300 habitantes, sendo, assim, o 28º município mais populoso do estado do Rio de Janeiro e o primeiro de sua microrregião.

## Topônimo
Segundo Porphirio Henriques da Silva, o nome teria sido escolhido pelo Dr. Francisco Portela, presidente da Estrada de Ferro Campos a Carangola, e utilizado pela primeira vez após o Decreto 2.810 de 24 de novembro de 1885. Portela teria percebido que, para chegar da Fazenda Bananeiras, em Porciúncula, a um pico de pedra, que segundo o qual "parecia um dorso de elefante", teria que passar pela Freguesia de Nossa Senhora da Natividade de Carangola, que viria, pelo decreto a se chamar Itaperuna, como os índios que ali habitavam já chamavam o local. 
O geógrafo Alberto Ribeiro Lamego reforça que esse pico de pedra, hoje chamado de Pedra Elefantina por causa de Portela, "com sua lombada polida e negra", teria sido a inspiração para o nome do município de Itaperuna, recebendo o nome atual, cuja etimologia indígena é dada como significando "caminho da pedra preta". A referida Pedra Elefantina é parte integrante do Brasão de Armas do município de Itaperuna, criado em 1960 por Alberto Fioravante, especialista em Heráldica nascido em Muqui.

## História

### Antecedentes
No início da colonização portuguesa, a região aonde hoje se encontra o município de Itaperuna era habitada pelos puris e suas terras faziam parte da Capitania de São Tomé, quando a mesma foi criada em 1534. Os portugueses tiveram dificuldade em adentrar na região por causa da presença indígena dos goitacás no local, que possuíam fama de agressivos e de difícil domesticação, mantendo-se inicialmente na costa, aonde os Sete Capitães estabeleceram a cidade de Campos dos Goytacazes, junto a foz do rio Paraíba do Sul
A colonização da região iniciaria apenas no Século XVIII, com a criação da Freguesia de Santo Antônio dos Guarulhos em 30 de janeiro de 1759, que incluía a região do atual município de Itaperuna. Porém mesmo com a criação da Freguesia, a margem do Rio Muriaé ficou pouco habitada por causa da presença indígena na região, que não aceitavam a doutrina católica européia com facilidade. 

### Colonização inicial
Em 19 de julho de 1813, foi criada a Diretoria Geral dos Índios, sendo escolhido Guido Tomás Marlière como diretor e responsável pela catequização indígena. Constantino José Pinto, comerciante que se estabeleceu na margem do Rio Muriaé e fundou o povoado que se tornaria a cidade de Muriaé, foi designado por Marlière em 1819 como vice-diretor dos índios, e responsável pelos puris.
O sobrinho de Constantino, José Ferreira César, seria, segundo o Major Porphirio Henriques da Silva, o segundo sertanista a se fixar na região, depois de José de Lannes Dantas Brandão, que também era seu parente e estabeleceu em 1834 a Fazenda Porto Alegre. Ainda segundo o Major Porphirio, José Bastos Pinto e José Garcia Pereira se estabelecem na região em 1837.

### Formação da Freguesia de Nossa Senhora da Piedade da Laje
Com a nova demarcação dos limites entre as províncias do Minas Gerais e Rio de Janeiro pelo decreto nº 297 de 19 de maio de 1843, o território do Arraial da Laje ficou com a Província do Rio de Janeiro, apesar das tentativas mineiras de incorporar a região por ter sido estabelecida por sertanistas mineiros.
O Alferes José Bastos Pinto, que na época exercia a função de Subdelegado de Polícia do distrito de Patrocínio, afirmou em ofício a José da Terra Pereira, que fundou a fazendo do Limoeiro, e exercia no local o cargo Inspetor de Quarteirão, a vontade dos moradores de pertencerem ao distrito de Guarulhos, no lado carioca. Com isso, a partir de 12 de agosto de 1844, Laje passou a integrar o segundo distrito da Freguesia de Santo Antônio dos Guarulhos, que foi desmembrado para a formação das Freguesias de Natividade do Carangola, em 23 de agosto de 1853, e de Nossa Senhora da Piedade de Laje, em 21 de novembro de 1861.
Nesse momento, houve um avanço da produção cafeeira na região do Vale do Paraíba Fluminense, cuja produção se tornou importante para a economia do país.

### Formação do município de Itaperuna
O movimento desejando a emancipação do território aonde hoje é Itaperuna, que na época fazia parte de Campos dos Goytacazes, começou em 1870, e a primeira reunião de discussão sobre o tema ocorreu em Laje do Muriaé no dia 10 de outubro de 1880, sob a presidência do Comendador Venâncio José Garcia. O Comendador Venâncio era muito bem visto por D. Pedro II e tinha bastante influência política local. Naquele momento, foram escolhidos para liderar o movimento, uma comissão formada por Francisco de Assis Ribeiro dos Santos, o Capitão Laurindo Januário Carneiro, José Carlos de Oliveira, e Antônio Pires do Couto.
O comendador Cardoso Moreira era o principal interessado na criação da vila, visto que era donos das terras aonde seria fundado a vila. A criação de uma vila no local ajudaria em seus negócios, pois era acionista majoritário da Estrada de Ferro Campos a Carangola.
Para que fosse possível a emancipação de Campos dos Goytacazes, a Assembleia Provincial, em 1887, transferiu a sede de Natividade do Carangola para a Freguesia do Porto Alegre, em terras doadas pelo comendador Cardoso Moreira. Atualmente essa sede é a sede do município de Natividade.
Em 1887, foi criada a freguesia de São José do Avaí, nome em homenagem às armas brasileiras na Batalha de Avaí, na Guerra do Paraguai. Foram doados quinze alqueires de terra para patrimônio dessa vila pelo senhor Jaime Porto. A povoação foi elevada à categoria de vila em 1887, com a denominação de São José do Avaí, favorecida pela posição geográfica de fácil acessibilidade a Campos dos Goytacazes, reforçada posteriormente pela ligação ferroviária. A cidade teve o núcleo inicial em torno da linha da estrada de ferro, à margem esquerda do Rio Muriaé. Hoje, ambos os lados do rio estão ocupados pela malha urbana e a estrada de ferro removida, dando lugar à um jardim linear que atravessa majoritariamente a cidade, fomentando o desenvolvimento da principal via da cidade, chamada em seu maior trecho de Avenida Cardoso Moreira (que altera seu nome ao longo de seu trajeto urbano, em homenagem à figuras históricas importantes do município. Esta via veio a se tornar o elo principal de conexão e continuidade da BR-356, onde possui seu km 0 no centro da cidade de Belo Horizonte, findando em São João da Barra, mais precisamente, ampliada até o Porto do Açu, servindo como um dos principais meios de escoamento de minérios de ferro extraídos na Zona da Mata mineira, para exportação internacional através do porto, tendo atualmente a China como principal destino comercial.
Fato curioso é que tanto os navios quanto os caminhões que fazem este transporte (geralmente bi-trens), fazem o trajeto de ida e voltam sempre carregados, pois ao retornarem da China, consequentemente do Porto do Açu, retornam com cargas importadas majoritariamente da China, com relevantes cargas para as indústrias cimenteiras e siderúrgicas.
A área experimentou crescimento regional, concomitante à ampliação de sua importância administrativa e, em 1889, foi elevada à categoria de cidade, não fazendo mais parte do município de Campos dos Goytacazes, com o nome de Itaperuna, assim Campos dos Goytacazes perdeu a metade de seu território. Em 10 de maio de 1889, foi feita a primeira eleição para a câmara dos vereadores, sendo a vitória dos republicanos, que tomaram posse no dia 4 de julho do mesmo ano, sendo, portanto, a primeira câmara republicana do país, em pleno regime monárquico, regime esse que viria a ser desbancado pelo marechal Deodoro da Fonseca em 15 de novembro desse mesmo ano. Em 6 de dezembro de 1889, foi a vila de São José do Avaí transformada em município de Itaperuna, sendo criada sua respectiva comarca.
O desenvolvimento da economia cafeeira na área foi responsável pela concentração de atividades comerciais e de serviços na cidade de Itaperuna, que passou a desempenhar funções de centro sub-regional do nordeste fluminense. A cultura cafeeira foi um grande destaque na economia da cidade por mais de quatro décadas, tornando-a, em 1927, a maior produtora nacional.
O declínio da atividade cafeeira fez com que a região passasse a sofrer fortes efeitos regressivos. A pecuária de corte desenvolveu-se, então, voltada para o abastecimento dos grandes matadouros e frigoríficos, desenvolvendo-se, posteriormente, a produção leiteira, estimulada pela presença da fábrica de leite em pó Glória na sede municipal.
A área municipal, atualmente, não abrange a mesma base territorial da época da criação, que se
estendia aos atuais municípios de Laje do Muriaé, Natividade e Porciúncula, porém sua importância permanece na região. Do território original do município de Itaperuna, foram desmembrados os seguintes municípios: Bom Jesus do Itabapoana em 1938, Natividade e Porciúncula em 1947 e Laje do Muriaé em 1962, ficando Itaperuna com seu atual contorno.

## Geografia
Itaperuna recebe as águas do Rio Muriaé e do Rio Carangola. O Rio Muriaé nasce no município de Miraí, na Zona da Mata Mineira e deságua no rio Paraíba do Sul, nas proximidades do município de Campos dos Goytacazes, no Rio de Janeiro. Apresenta 250 km de extensão e tem como principais afluentes os rios Glória e Carangola. O Rio Carangola, com 130 km de extensão, nasce no município de Orizânia, também na Zona da Mata Mineira e deságua no rio Muriaé, dentro da sede do município de Itaperuna.

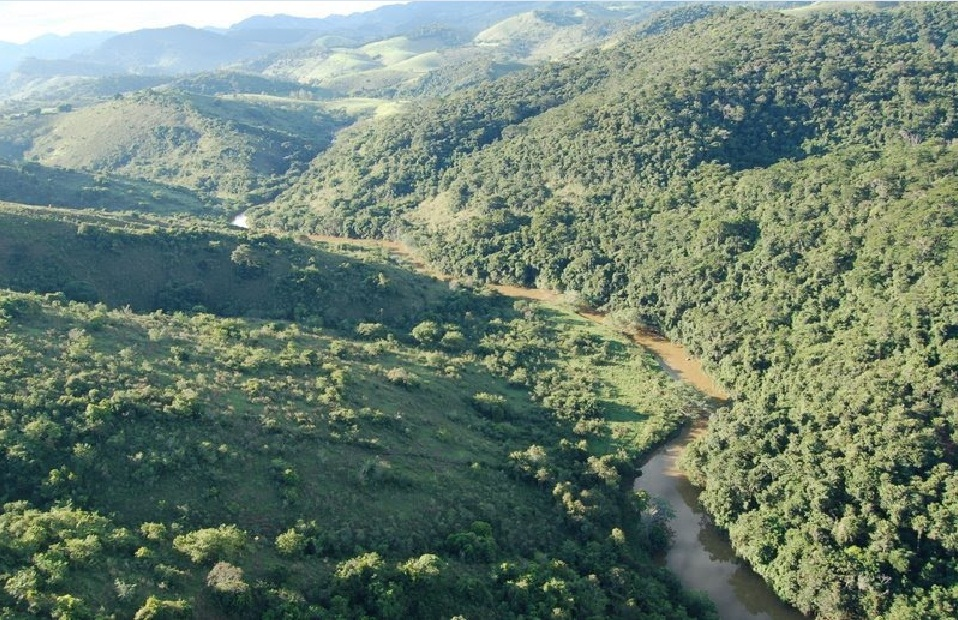
Rio Carangola

No município de Itaperuna, destacam-se duas unidades de relevo: a primeira está ligada a antigas superfícies cristalinas e a segunda é constituída pelas planícies aluviais intermontanas.
O território municipal participou dos processos morfogenéticos que envolveram o sudeste brasileiro e, portanto, as superfícies cristalinas sofreram fases sucessivas de levantamento e fraturamento, dando origem aos patamares cristalinos. Os processos erosivos comandados pela rede de drenagem local desgastaram gradativamente o terreno, originando vales encaixados nas linhas de falhas, morros rebaixados e arredondados e baixadas, ora largas, ora estreitas.
Nesse sistema morfogenético, o município de Itaperuna caracteriza-se por um relevo ondulado, com ausência de escarpas íngremes e vales em constante aprofundamento e alargamento, embora em áreas de pequeno declive.

### Hidrografia
A área territorial de Itaperuna é banhada por dois principais rios, o Rio Muriaé e o Rio Carangola.

### Clima
Devido ao fato de se encontrar entre vales, Itaperuna é conhecida por ter o clima mais quente do estado do Rio de Janeiro. A cidade é a mais quente em relação às cidades mais próximas, como Natividade, Laje do Muriaé e Bom Jesus do Itabapoana. O clima tropical de Itaperuna apresenta chuvas durante o verão.
Segundo dados da estação climatológica principal do Instituto Nacional de Meteorologia (INMET) em Itaperuna, desde 1931 a menor temperatura na cidade ocorreu em 10 de junho de 1945, com mínima de 4,5 °C, e a maior em 18 de novembro de 2023, quando a máxima chegou aos 42,8 °C, durante uma onda de calor intensa. O recorde precipitação em 24 horas é de 138,6 mm em 9 de fevereiro de 2022, superando o recorde anterior de 124 mm em 22 de janeiro de 1958.
| Dados climatológicos para Itaperuna (OMM: 83695)                                         | Dados climatológicos para Itaperuna (OMM: 83695) | Dados climatológicos para Itaperuna (OMM: 83695) | Dados climatológicos para Itaperuna (OMM: 83695) | Dados climatológicos para Itaperuna (OMM: 83695) | Dados climatológicos para Itaperuna (OMM: 83695) | Dados climatológicos para Itaperuna (OMM: 83695) | Dados climatológicos para Itaperuna (OMM: 83695) | Dados climatológicos para Itaperuna (OMM: 83695) | Dados climatológicos para Itaperuna (OMM: 83695) | Dados climatológicos para Itaperuna (OMM: 83695) | Dados climatológicos para Itaperuna (OMM: 83695) | Dados climatológicos para Itaperuna (OMM: 83695) | Dados climatológicos para Itaperuna (OMM: 83695) |
| Mês                                                                                      | Jan                                              | Fev                                              | Mar                                              | Abr                                              | Mai                                              | Jun                                              | Jul                                              | Ago                                              | Set                                              | Out                                              | Nov                                              | Dez                                              | Ano                                              |
| ---------------------------------------------------------------------------------------- | ------------------------------------------------ | ------------------------------------------------ | ------------------------------------------------ | ------------------------------------------------ | ------------------------------------------------ | ------------------------------------------------ | ------------------------------------------------ | ------------------------------------------------ | ------------------------------------------------ | ------------------------------------------------ | ------------------------------------------------ | ------------------------------------------------ | ------------------------------------------------ |
| Temperatura máxima recorde (°C)                                                          | 41                                               | 40,5                                             | 40                                               | 39,4                                             | 39,2                                             | 39,1                                             | 36,5                                             | 38                                               | 40                                               | 42                                               | 42,8                                             | 39,5                                             | 42,8                                             |
| Temperatura máxima média (°C)                                                            | 33                                               | 33,5                                             | 32,2                                             | 30,6                                             | 28,4                                             | 27,8                                             | 27,9                                             | 28,8                                             | 29,9                                             | 30,7                                             | 30,4                                             | 31,8                                             | 30,4                                             |
| Temperatura média compensada (°C)                                                        | 27                                               | 27,1                                             | 26,3                                             | 24,8                                             | 22,2                                             | 21                                               | 20,9                                             | 21,8                                             | 23,2                                             | 24,5                                             | 24,9                                             | 26,1                                             | 24,2                                             |
| Temperatura mínima média (°C)                                                            | 22,6                                             | 22,5                                             | 22,2                                             | 20,7                                             | 17,8                                             | 16,3                                             | 15,8                                             | 16,4                                             | 18,2                                             | 20,1                                             | 21                                               | 22,1                                             | 19,6                                             |
| Temperatura mínima recorde (°C)                                                          | 12,7                                             | 13,1                                             | 11,6                                             | 9,8                                              | 5,9                                              | 4,5                                              | 5,1                                              | 6,6                                              | 8,9                                              | 11                                               | 12,1                                             | 14,8                                             | 4,5                                              |
| Precipitação (mm)                                                                        | 189,9                                            | 120                                              | 150,7                                            | 68,8                                             | 41,5                                             | 21,3                                             | 15,4                                             | 21,3                                             | 61,3                                             | 89,8                                             | 197,1                                            | 227,5                                            | 1 204,6                                          |
| Dias com precipitação (≥ 1 mm)                                                           | 11                                               | 8                                                | 10                                               | 6                                                | 5                                                | 3                                                | 3                                                | 3                                                | 5                                                | 7                                                | 13                                               | 14                                               | 88                                               |
| Umidade relativa compensada (%)                                                          | -                                                | 70,6                                             | 74,4                                             | 75,9                                             | 76,5                                             | 76,5                                             | 73,4                                             | 69,1                                             | 68,6                                             | 70,2                                             | 75,1                                             | 75,8                                             | -                                                |
| Insolação (h)                                                                            | 217,8                                            | 221,1                                            | 207,2                                            | 194,2                                            | 189,9                                            | 186,5                                            | 197,8                                            | 211,5                                            | 184,7                                            | 183,1                                            | 159,3                                            | 185,2                                            | 2 338,3                                          |
| Fonte: INMET (normal climatológica de 1991-2020; recordes de temperatura: 1931-presente) |                                                  |                                                  |                                                  |                                                  |                                                  |                                                  |                                                  |                                                  |                                                  |                                                  |                                                  |                                                  |                                                  |

## Cultura

### Esporte
O principal clube de futebol do município, o Itaperuna Esporte Clube surgiu através da fusão dos três principais clubes do município, o Porto Alegre Futebol Clube, fundado em 16 de agosto de 1915, o Comércio e Indústria Atlético Clube, fundado em 23 de novembro de 1943, e o Unidos Atlético Clube, fundado em 8 de julho de 1948.
O clube já disputou a Primeira Divisão do Campeonato Carioca, travando memoráveis partidas contra os times da capital, chegando inclusive a obter êxito em algumas oportunidades, vencendo jogos contra Flamengo, Fluminense e Botafogo. O único clube grande que o time do interior não conseguiu vencer foi o Vasco da Gama. Atualmente o clube encontra-se licenciado e, no final de 2023, foi desfiliado da Federação de Futebol do Estado do Rio de Janeiro.
O clube costumava mandar seus jogos no Estádio Jair Siqueira Bittencourt, e planeja há décadas a construção do Estádio Álvaro Catanheda, conhecido popularmente como Vale das Seringueiras, em uma região a cerca de 1,5 km do Aeroporto Regional de Itaperuna.
O município também conta com o Clube de Futebol São José, que não costuma mandar seus jogos na cidade.
O município dispõe ainda do Centro Poliesportivo Dr. Edgard Pinheiro Dias, onde se é possível praticar diversas modalidades esportivas e ao ar livre, sendo este ambiente aberto a população.

## Infraestrutura

### Educação

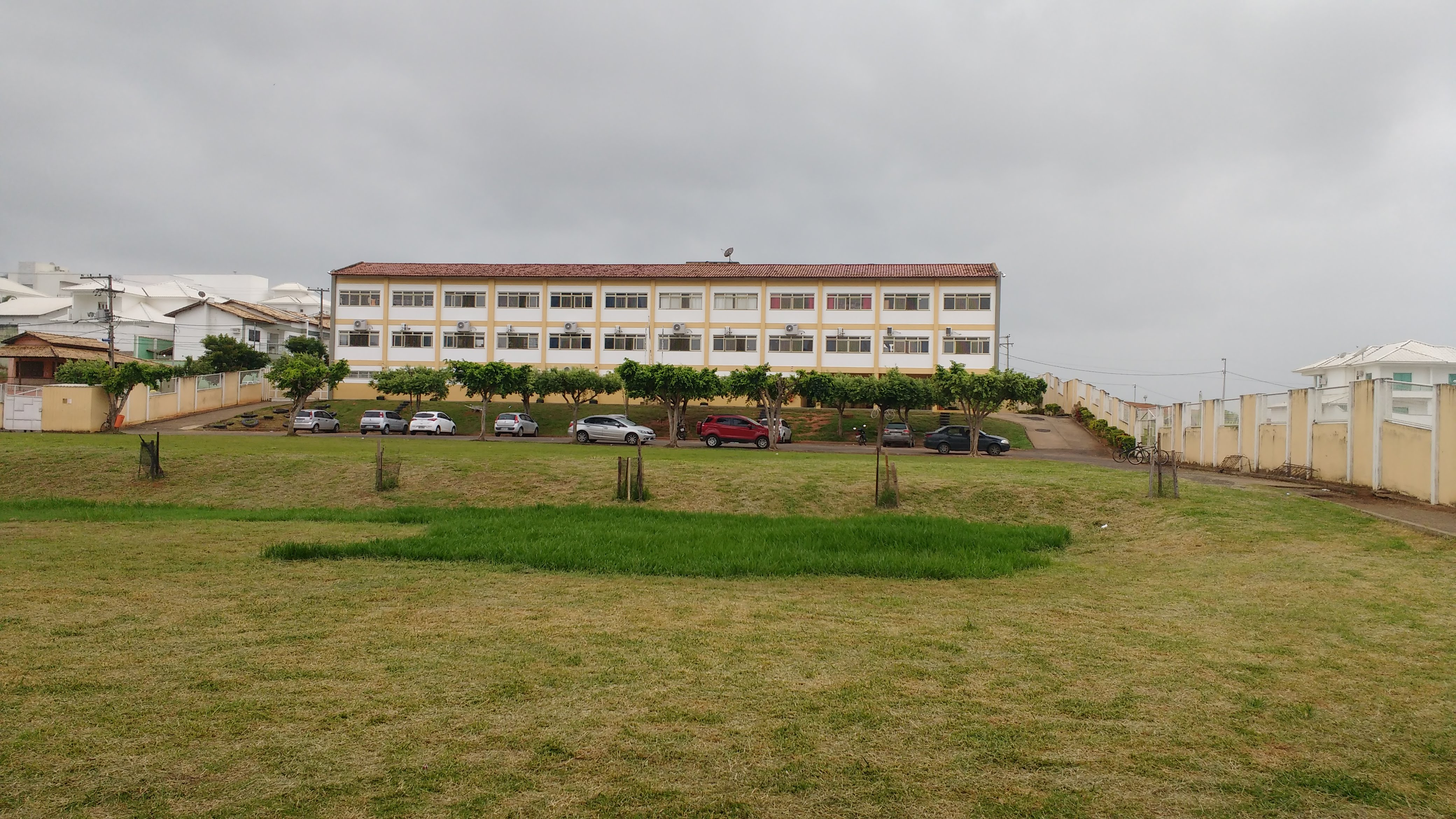
Escola Municipal Nossa Senhora das Graças (bairro Lions) Itaperuna RJ

O município é dotado de uma ampla rede publica escolar, formada por instituições federais, estaduais e municipais de ensino; que atende diferentes níveis de escolaridade.
Itaperuna vem desde o início do século se tornando um polo estudantil no estado do Rio de Janeiro por agrupar faculdades particulares e determinados cursos em faculdades públicas, como a Universidade Federal Fluminense, Centro de Educação Superior a Distância do Rio de Janeiro, Fundação de Apoio à Escola Técnica do Estado do Rio de Janeiro e Fundação Universitária de Itaperuna. O fluxo de estudantes vindos de cidades vizinhas diariamente é grande. Alguns fixam residência na cidade durante o período de estudos. Muitos vêm de outros estados, como Minas Gerais (Zona da Mata Mineira), Espírito Santo e Bahia.
Em 2009, o Instituto Federal Fluminense, antigo Centro Federal de Educação Tecnológica de Campos (CEFET), iniciou suas atividades na cidade de Itaperuna. Hoje, o campus conta com os seguintes cursos técnicos: Administração, Eletrotécnica, Informática, Mecânica, Química e Automação Industrial. No IFF campus Itaperuna há também a oferta de cursos em nível superior: Bacharelado em Sistemas de Informação, Licenciatura em Química e Engenharia Mecânica. Além de cursos de pós graduação lato sensu em docência no Século XXI: Educação e Tecnologias Digitais e em fase de implantação a pós graduação em Direitos Humanos.
Possui, também, várias faculdades particulares, dentre elas a Universidade Iguaçu (UNIG), a Sociedade Universitária Redentor (UniRedentor) e o Centro Universitário São José (Fundação São José). 
A cidade conta com vários cursos como administração de empresas, arquitetura, comunicação social, ciências biológicas, ciências contábeis, direito, educação física, enfermagem, engenharia civil, engenharia mecânica, engenharia de produção, engenharia de petróleo, engenharia elétrica, farmácia, física, fisioterapia, fonoaudiologia, geografia, história, letras, matemática, medicina, medicina veterinária, nutrição, odontologia, pedagogia, psicologia, serviço social e sistema de informação.
Faculdades
- Centro de Educação a Distância do Estado do Rio de Janeiro
- Centro Universitário São José de Itaperuna (Fundação São José)
- Fundação de Apoio à Escola Técnica
- Centro Universitário Redentor
- Fundação Universitária de Itaperuna (FUNITA)
- Instituto Federal Fluminense
- Universidade Cruzeiro do Sul Educacional
- Universidade Iguaçu (UNIG)
- Universidade Norte do Paraná - EAD
- Universidade Estácio de Sá - EAD e presencial

Escolas técnicas
- Instituto Federal Fluminense
- Escola Técnica da Fundação São José
- FAETEC
- SENAI - Serviço Nacional de Aprendizagem Industrial
- Embelleze
- Senac

### Saúde
Itaperuna é referência nacional e internacional no tratamento hospitalar de pacientes com problemas cardíacos e também neurológicos, pois abriga um dos mais modernos centros hospitalares do país: o Hospital São José do Avaí.
A rede pública de saúde é composta pelo Centro de Saúde Dr. Raul Travassos, diversas Unidades Básicas de Saúde espalhadas pelos bairros, distritos e localidades do município, uma UPA e o Posto de Urgência Dr. Munir Bussade.

### Estátua do Cristo Redentor

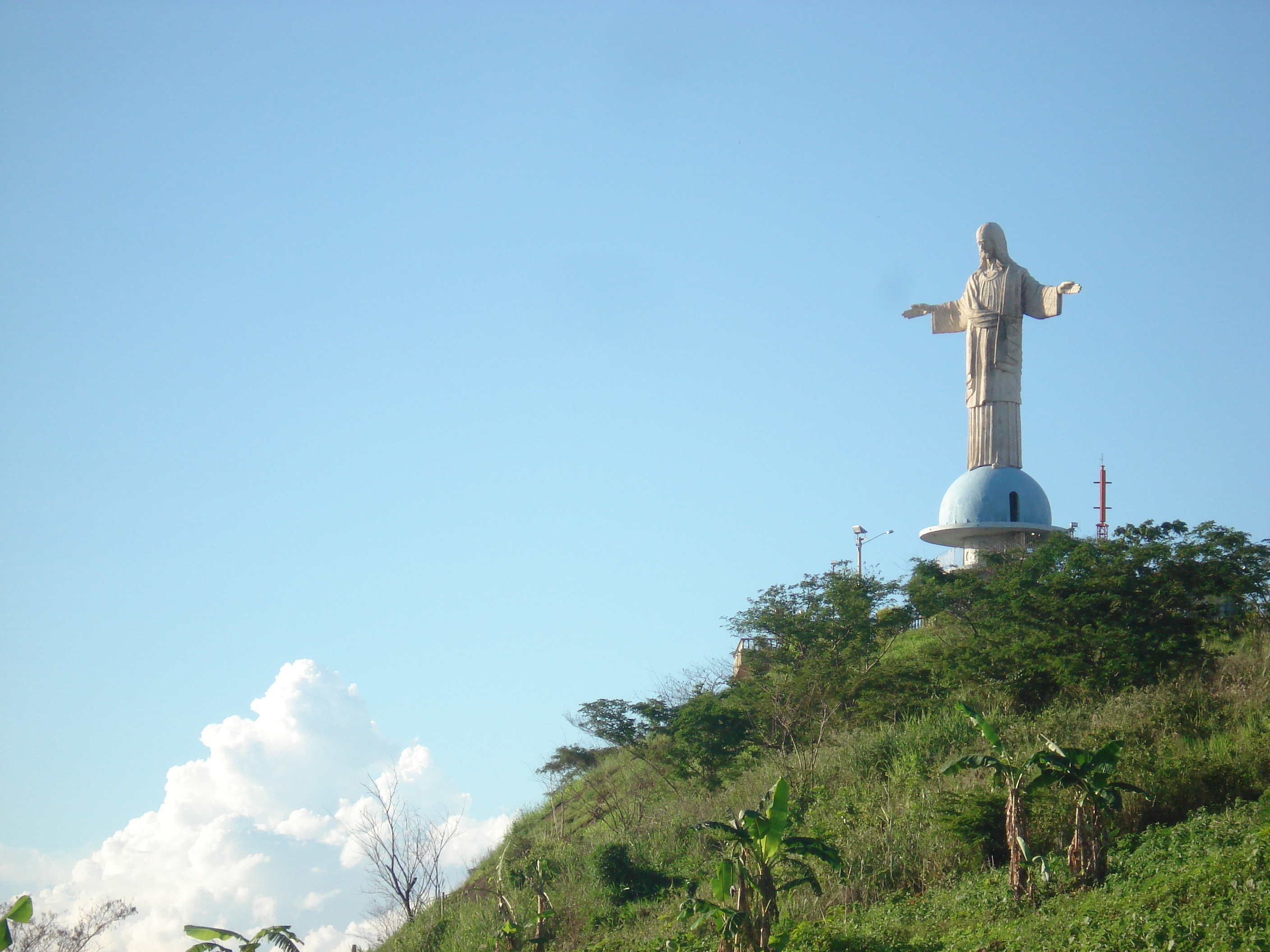
Cristo Redentor de Itaperuna, no morro do Castelo

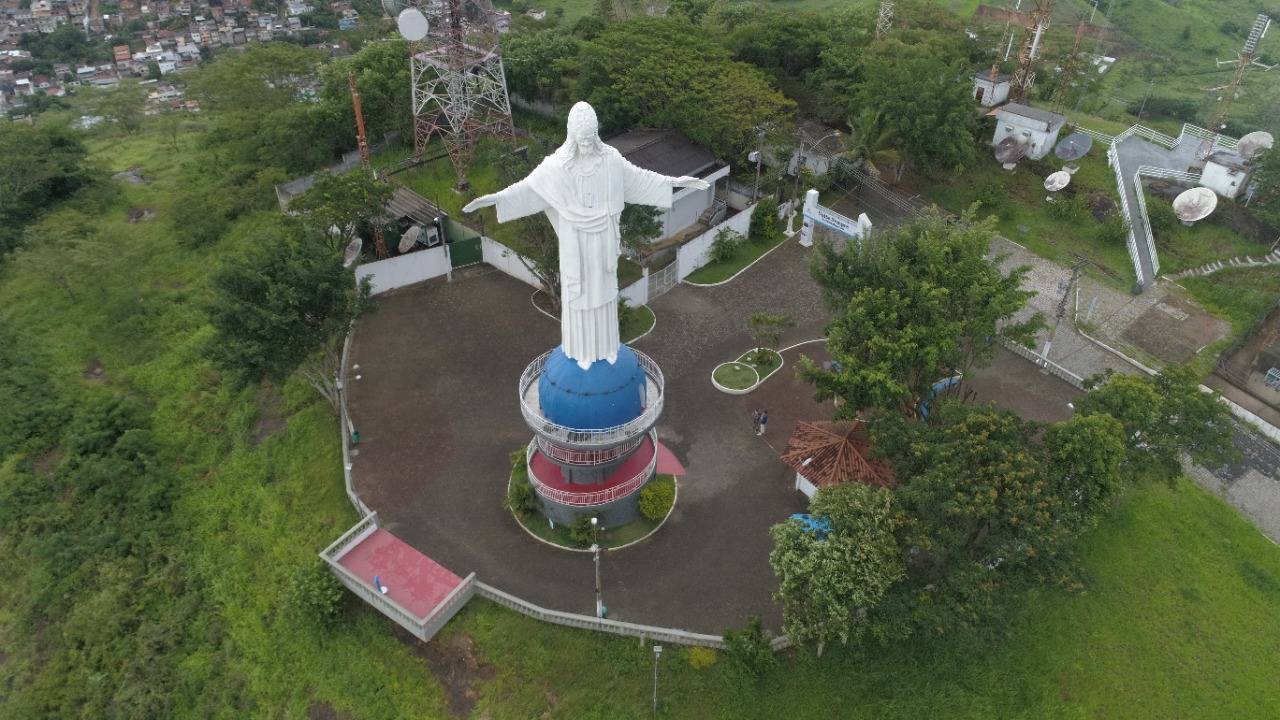
Geminação do Cristo Redentor do Corcovado com o Cristo Redentor de Itaperuna

O segundo maior monumento ao Cristo Redentor do Brasil fica em Itaperuna. O monumento, que possui 20 metros de altura, foi idealizada pelo ex-prefeito, já falecido, Cláudio Cerqueira Bastos e projetado pelo escultor capixaba Antônio Francisco Moreira, e está localizado no topo do Morro do Castelo, de onde é possível ter uma vista ampla de quase toda a área urbana da cidade. O Cristo de Itaperuna está catalogado no Mapa de Cultura do Estado do Rio de Janeiro.
Na época de sua inauguração, o monumento de Itaperuna detinha a posição de ser a segunda maior estátua do Cristo Redentor no mundo, com os seus vinte metros de altura. Foi inaugurada em 1966 nos festejos do aniversário do município pelo então prefeito Ary Moreira Bastos.
Patrimônio material de Itaperuna, o acesso ao monumento é simples e se dá através de vias calçadas e sinalizadas, que partem da Avenida Cardoso Moreira, no Centro. À noite, ele também embeleza a paisagem itaperunense, sendo iluminado por holofotes com fachos de luzes coloridas, a estátua pode ser avistada de alguns pontos de Itaperuna.
No dia 31 de agosto de 2021, o monumento passou a ser o primeiro do Brasil a ser reconhecido oficialmente como monumento irmão pelo Cristo Redentor do Corcovado, em um ato de Geminação assinado pela Mitra Arquiepiscopal do Rio de Janeiro, representada pelo Santuário Cristo Redentor, e pela Prefeitura de Itaperuna, através da Secretaria Municipal de Turismo, no qual os monumentos passaram a se conectar com parcerias em diversas áreas, como Turismo, Cultura, Desenvolvimento Sustentável, Social e Religiosa.

## Economia
Itaperuna é a mais desenvolvida e a maior cidade do Noroeste Fluminense.[carece de fontes?] Na cidade, há universidades, grandes empresas e um comércio bem desenvolvido. Destaque também para a agropecuária, que está em pleno desenvolvimento.
Entre as grandes empresas situadas em Itaperuna, estão a rede de Supermercados Fluminense, Quatá Alimentos, Frinense, Concrelagos, Fortplast, Carrocerias São Pedro, Itanet, Vest Surf entre outras.

### Turismo

#### Estância Hidromineral de Raposo
O distrito de Raposo tem a única estância hidromineral do Estado do Rio de Janeiro e suas águas são comparadas as de Vicky, na França.
O local possui dois importantes parques de águas minerais famosos por suas capacidades terapêuticas: o Parque das Águas Soledade e o Fontanário Raposo.
Há ainda uma vasta rede hoteleira com 8 hotéis e 11 pousadas somando 1.312 leitos. Dista 333 km da capital do Estado.

### Comércio
Itaperuna também possui o comércio mais desenvolvido do Noroeste e atende um enorme fluxo de pessoas diariamente de Itaperuna e cidades vizinhas. Na Avenida Cardoso Moreira, Rua Assis Ribeiro e Rua 10 de Maio estão localizados o maior número de lojas e escritórios comerciais da cidade.
Itaperuna também possui um Polo de Confecções e atende de forma significativa à demanda regional. As grandes lojas de confecções que estão situadas na Rua José Rafael Vieira - mais conhecida como a Rua das Confecções, localizada ao lado do Terminal Rodoviário, recebe muitas excursões de revendedores de toda a região.  Engloba uma concentração com cerca de 50 lojas de fábrica Outlet, que oferecem descontos atraentes para quem busca produtos para revenda ou mesmo para consumo próprio. A especialidade do local são roupas de dormir e peças para cama, mesa e banho. As peças íntimas também são outra variedade do local. De acordo com o Sindicato das Indústrias de Confecções de Roupas do Noroeste Fluminense, a maioria dos ônibus vem do estado do Espírito Santo, principalmente de Cachoeiro de Itapemirim, Muqui, Castelo, Vila Velha e Colatina. Também há uma parcela menor do Rio de Janeiro e Minas Gerais.

## Demografia

### Crescimento populacional
Abaixo a tabela demográfica de Itaperuna
| 1880   | 1900   | 1920   | 1940    | 1950   | 1960   | 1970   | 1980   | 1991   | 1996   | 2000   | 2007   | 2008    | 2009   | 2010   | 2013   | 2020    | 2022    |
| ------ | ------ | ------ | ------- | ------ | ------ | ------ | ------ | ------ | ------ | ------ | ------ | ------- | ------ | ------ | ------ | ------- | ------- |
| 13.083 | 39.187 | 90.807 | 127.353 | 75.011 | 78.130 | 60.622 | 63.168 | 78.000 | 81.797 | 86.720 | 92.852 | 102.781 | 99.454 | 95.876 | 98.004 | 103.800 | 101.041 |

Fonte: IBGE